# Ладислав
Ладисла́в — мужское имя славянского происхождения.
Происходит от слов «лад, ладный» и «слава» — слава, славить.
Производные формы имени — Ладя, Ладуся, Лодя, Слава.
Существует женское парное имя Ладислава.

## Известные носители имени
- Ладислав Постум — король Богемии и Венгрии, герцог Австрийский, последний представитель Альбертинской линии династии Габсбургов.